# یوتا کانای
یوتا کانای (انگلیسی: Yuta Kanai؛ زادهٔ ۲۴ آوریل ۱۹۸۵) بازیگر اهل ژاپن است.
از فیلم‌ها یا برنامه‌های تلویزیونی که وی در آن نقش داشته‌است می‌توان به ۶۹ اشاره کرد.